# Джером (Арканзас)
Джером (англ. Jerome, Arkansas) — город, расположенный в округе Дру (штат Арканзас, США) с населением в 46 человек по статистическим данным переписи 2000 года.

## География
По данным Бюро переписи населения США город Джером имеет общую площадь в 0,52 квадратных километров, водных ресурсов в черте населённого пункта не имеется.
Джером расположен на высоте 39 метров над уровнем моря.

## Демография
По данным переписи населения 2000 года в Джероме проживало 46 человек, 16 семей, насчитывалось 18 домашних хозяйств и 20 жилых домов. Средняя плотность населения составляла около 92 человек на один квадратный километр. Расовый состав Джерома по данным переписи распределился следующим образом: 76,09 % белых, 6,52 % — чёрных или афроамериканцев, 17,39 % — других народностей. Испаноговорящие составили 17,39 % от всех жителей города.
Из 18 домашних хозяйств в 33,3 % — воспитывали детей в возрасте до 18 лет, 72,2 % представляли собой совместно проживающие супружеские пары, в 5,6 % семей женщины проживали без мужей, 11,1 % не имели семей. 11,1 % от общего числа семей на момент переписи жили самостоятельно, при этом 5,6 % составили одинокие пожилые люди в возрасте 65 лет и старше. Средний размер домашнего хозяйства составил 2,56 человек, а средний размер семьи — 2,69 человек.
Население города по возрастному диапазону по данным переписи 2000 года распределилось следующим образом: 17,4 % — жители младше 18 лет, 6,5 % — между 18 и 24 годами, 28,3 % — от 25 до 44 лет, 28,3 % — от 45 до 64 лет и 19,6 % — в возрасте 65 лет и старше. Средний возраст жителей составил 44 года. На каждые 100 женщин в Джероме приходилось 109,1 мужчин, при этом на каждые сто женщин 18 лет и старше приходилось 100,0 мужчин также старше 18 лет.
Средний доход на одно домашнее хозяйство в городе составил 29 167 долларов США, а средний доход на одну семью — 29 167 долларов. При этом мужчины имели средний доход в 18 333 доллара США в год против 28 125 долларов среднегодового дохода у женщин. Доход на душу населения в городе составил 11 707 долларов в год. Все семьи Джерома имели доход, превышающий уровень бедности.